# Ebenavia
Ebenavia é um género de répteis escamados da família Gekkonidae. Este género só possui duas espécies. Os seus membros podem ser encontras nas ilhas do Oceano Índico, perto da costa de África. São animais terrestres e nocturnos.

## Espécies
- Ebenavia inunguis
- Ebenavia maintimainty